# روبي إليوت
روبي إليوت (بالإنجليزية: Robbie Elliott)‏ (25 ديسمبر 1973 في المملكة المتحدة - ) هو لاعب كرة قدم بريطاني في مركز الظهير. لعب مع بولتون واندررز وليدز يونايتد ونادي سندرلاند ونيوكاسل يونايتد ونادي هارتلبول يونايتد.

## وصلات خارجية
- روبي إليوت على موقع قاعدة بيانات كرة القدم.إي يو (الإنجليزية)
- روبي إليوت على موقع Soccerbase.com (لاعب) (الإنجليزية)
- روبي إليوت على موقع عالم كرة القدم.نت (الإنجليزية)